# Megalomania
Megalomania är det andra albumet av det norska metalbandet Enslavement of Beauty. Albumet gavs ut 2001. Musiken är komponerad av Tony Eugene Tunheim och texterna är skrivna av sångaren Ole Alexander Myrholt. En senare utgåva har en annan ordning på låtarna samt innehåller även låten "And to Temptation's Darkness Forever Abide", vilken även fanns på gruppens demo, Devilry and Temptation, från 1998.

## Låtlista
1. "Dainty Delusive Doll" – 4:05
2. "The Venial Blur" – 3:22
3. "Late Night, Red Wine Blight" – 4:12
4. "Malignant Midwinter Murders" – 4:22
5. "Comme Il Faut" – 4:51
6. "Benign Bohemian Brilliance" – 3:55
7. "Prudence Kept Her Purity" – 3:34
8. "Seven Dead Orchids" – 3:06
9. "The Dying Buds of May" – 4:53
10. "Fifteen Minutes" – 5:38
11. "Ye That Tempteth, Ye That Bequeth" – 4:00
12. "C17-H19-NO3-H2O" – 3:12
13. "Tangled in Grand Affection" – 3:46
14. "Crowd of Mourners" – 3:58

- Text: Ole Alexander Myrholt
- Musik: Tony Eugene Tunheim

## Medverkande
Musiker (Enslavement of Beauty-medlemmar)
- Ole Alexander Myrholt – sång, sampling
- Tony Eugene Tunheim – gitarr, keyboard, sång

Bidragande musiker
- Julie Tverrå Johnson – sång
- Fred Endresen – keyboard, percussion, sång
- Asgeir Mickelson – trummor
- Hans-Aage Holmen – basgitarr

Andra medverkande
- Fred Endresen – producent, ljudtekniker, ljudmix, mastering
- Sten Brian Tunheim – omslagsdesign, omslagskonst
- Asgeir Mickelson – foto
- Snorre Sjövoll – foto